# Hillsborough (New Hampshire)
Pour les articles homonymes, voir Hillsborough.

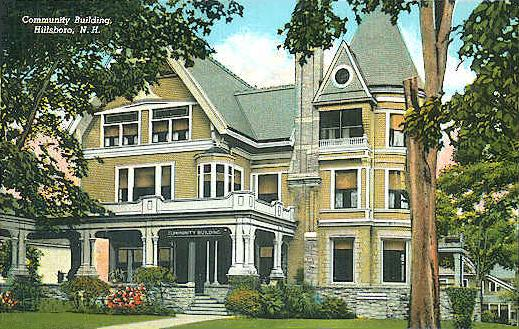
Community Building

Hillsborough est une ville du comté de Hillsborough dans le New Hampshire.

## Population
La population était de 6 011 habitants en 2010.

## Personnalités liées à la ville
C'est le lieu de naissance de Franklin Pierce (1804-1869), 14e président des États-Unis de 1853 à 1857 et du producteur de théâtre Benjamin Franklin Keith (1846-1914).